# Microsoft Virtual PC
Microsoft Windows Virtual PC 7 (nástupce Microsoft Virtual PC 2007, Microsoft Virtual PC 2004, a původního Connectix Virtual PC) je virtualizační program pro Microsoft Windows. Nejnovější verze programu, Microsoft Windows Virtual PC 7, podporuje jen hostitelské operační systémy Microsoft Windows 7 a podporuje výhradně pro virtualizaci Windows XP SP3 Professional. Jsou však pořád k dispozici i starší verze Virtual PC, které podporují i starší verze operačních systémů.
Virtual PC dokáže virtualizovat standardní PC a hardware s ním související. Všechny podporované operační systémy Windows běží ve Virtual PC. Ostatní operační systémy, jako třeba Linux, mohou fungovat, ale nejsou oficiálně podporovány a Microsoft neposkytuje nezbytné ovladače (tzv. „Virtual Machine Additions“).

## Verze
Connectix Virtual PC, Microsoft Virtual PC 2004, Microsoft Virtual PC 2007, a Windows Virtual PC jsou následné verze stejného softwaru. Windows Virtual PC běží pouze pod Windows 7 a emuluje systémy od XP Professional dále. Jsou však pořád k dispozici i starší verze Virtual PC, které podporují i starší verze operačních systémů.

## Windows Virtual PC
Windows Virtual PC se dostal do beta testování 30. dubna 2009. Na rozdíl od předchozích verzí je tato podporována pouze ve Windows 7. Původně navíc vyžadovala i hardwarovou podporu virtualizace, ale 19. března 2010 Microsoft vydal aktualizaci, díky které Virtual PC běží i na PC bez hardwarové akcelerace.
Windows Virtual PC je dostupný zadarmo pro určité verze Windows 7, předinstalovaný OEM výrobci nebo ke stáhnutí ze stránek Microsoftu.

### Nové funkce
- Podpora USB
- Přímé spouštění aplikací z Windows 7
- Podpora spuštění více virtuálních strojů současně, každý běží ve vlastním vlákně kvůli zvýšení stability a výkonu
- Integrace do Windows Explorer – spravování všech virtuálních strojů z jediné složky (%USER%\Virtual Machines)

### Systémové požadavky
Systémové požadavky pro Windows Virtual PC:
- Operační systém Windows 7 (jakákoliv verze)
- 1+ GHz procesor (32- nebo 64bit)
- 1,25 GiB paměť požadováno, 2 GiB doporučeno
- Dalších 15 GiB volného místa na disku pro každý virtualizovaný systém (doporučeno)
- Volitelné: pokud procesor podporuje hardwarovou podporu virtualizace, jako např. AMD-V nebo Intel-VT-x, bude tato funkce použita. Ve verzích programu před 19. březnem 2010 byla tato funkce vyžadována.

## Windows XP Mode
Windows XP Mode je označení pro virtualizované prostředí obsahující licencovanou verzi Windows XP SP3, které je dostupné zdarma v rámci Windows 7 Professional, Enterprise a Ultimate. Uživatelé ostatních verzí si ho nemohou stáhnout ani ho používat.